# Obock (region)

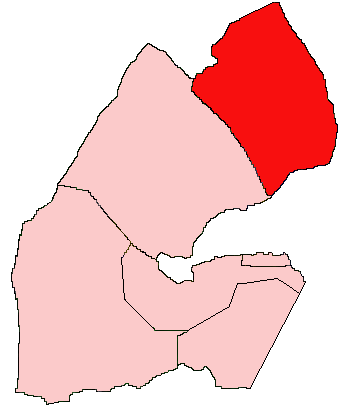
Obockregionens läge i Djibouti.

Obock är en av Djiboutis fem regioner. Huvudorten är Obock. I sydväst gränsar den till regionen Tadjourha och i norr går regionens gräns mot Eritrea. I öster finns kust mot Röda havet och Bab al-Mandab och i sydöst finns kust mot Adenviken.
Regionen är delad i två distrikt, Alaili Dadda, som är det mindre och omfattar regionens norra delarna, och Obock, som är det större och omfattar regionens mellersta och södra delar.